# Уинсор (Вермонт)
Уи́нсор (англ. Windsor) — город американского штата Вермонт в округе Уинсор.
Население — 3553 человек (2010 год).

## География
Город находится рядом с рекой Коннектикут. Имеет общую площадь 19,8 квадратных миль (51,2 км²), из которых 19,5 квадратных миль (50,6 км²) — это земля, и 0,2 квадратных мили (0,5 км²) (1,06 % от общей площади) является водой.

## Демография
По данным переписи населения США на 2000 год численность населения города Уинсор составляла 3756 человек, здесь было 1520 домов и 945 семей. Плотность населения составляла 74,2 человек на км², плотность размещения жилья — 31,8 на км². Расовый состав: 97,74 % — белые, 0,27 % азиаты, 0,24 % — чернокожие, 0,4 % коренных американцев, 0,24 % другие расы, 1,12 % — потомки двух и более рас.
По состоянию на 2000 год медианный доход на одно домашнее хозяйство в городе составлял $33815, доход на семью — $43551. У мужчин средний доход $29897, а у женщин — $23313. Средний доход на душу населения — $17640. 6,4 % семей или 7,7 % населения находились ниже порога бедности, в том числе 5,9 % молодёжи младше 18 лет и 12,3 % взрослых в возрасте старше 65 лет.

## История

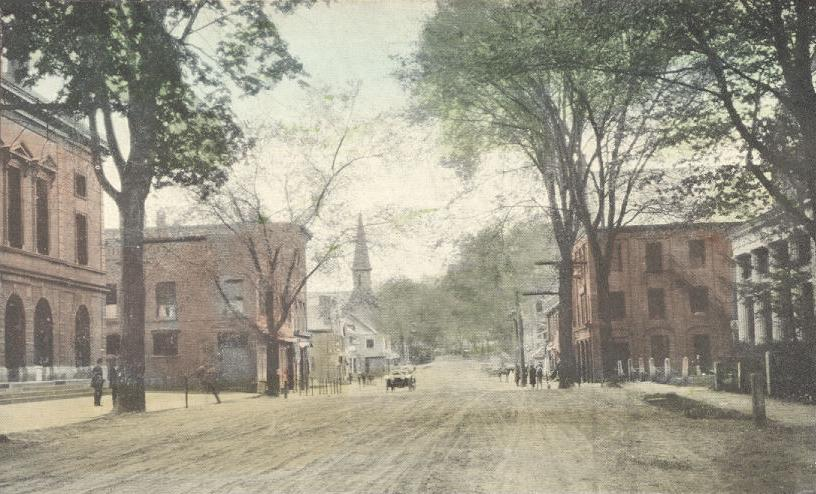
Главная улица города в 1910 году

Среди Нью-Гэмпширских земельных участков Уинсор был упомянут как город 6 июля 1761 года колониальным губернатором провинции Нью-Гэмпшир Беннингом Вентвортом. Одним из первых тут поселился в августе 1764 году капитан Стил Смит со своей семьёй из Фармингтона, штат Коннектикут. В 1820 году Уинсор был большим городом с процветающей торговлей и сельским хозяйством. В 1835 году здесь была построена первая плотина через Мельничный ручей для снабжения города водой. подачи воды питания. Назван город был в честь города Уинсор, штат Коннектикут.

## Достопримечательности
В городе имеется военный мемориал, созданный скульптором Lawrence Nowlan. Город входил в художественную колонию Корниш и здесь создан Музей колонии Корниш.